# Altishahr

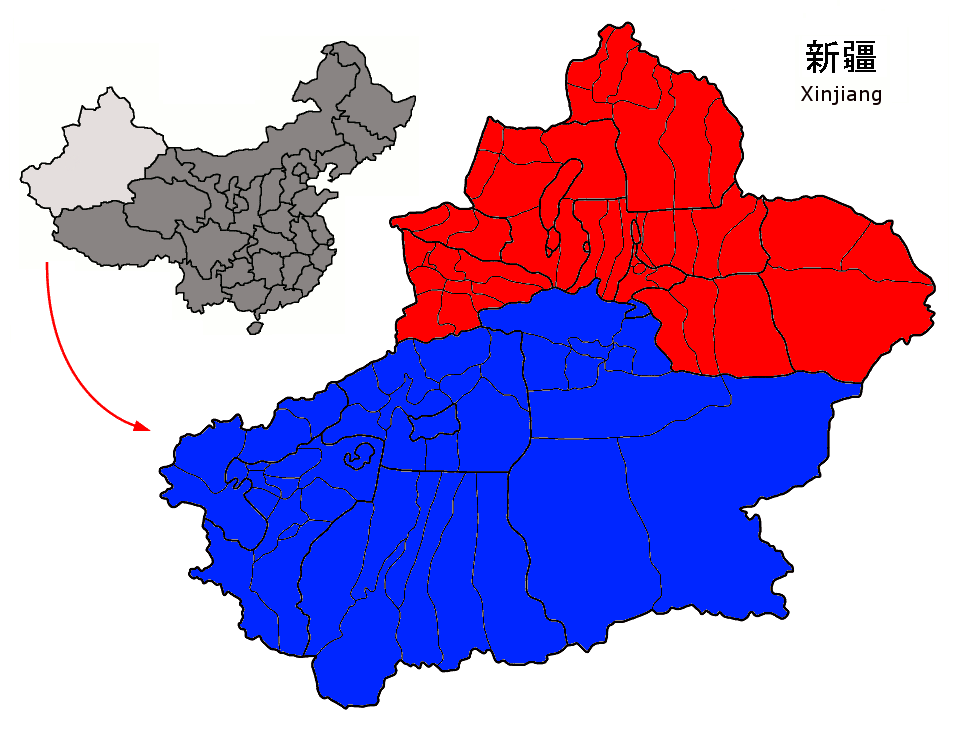
Dzungaria (rött) och Tarimbäckenet (blått)

Altishahr (uiguriska med latinsk transkribering: Altä-şähär) är det historiska namnet på Tarimbäckenet som användes under 1700- och 1800-talen. Namnet betyder "sex städer" på turkiska språk och refererar till städer längs ökenkanten i det som nu huvudsakligen är södra Xinjiang i Kina och in i nuvarande Kazakstan. Altishahr var synonymt med Kashgarien.
Ordet Altishahr härleds från det turkiska ordet alti, som betyder räkneordet sex och det persiska ordet shahr, som betyder stad. De sex städerna är Aksu, Kashgar, Khotan och Kucha i nuvarande Kina och Zhanashar och Zharkent i nuvarande Kazakstan.
Tarimbäckenet i södra Xijioang är historiskt, geografiskt och etniskt skilt från Dzungariet i norra Xinjiang. Vid tiden för Qing-dynastins erövring 1759 beboddes Dzungariet av det stäppboende, nomadiska dzungarfolket, oiratmongoler som praktiserade  tibetansk buddhism. Tarimbäckenet beboddes av i oaser fastboende turkisktalande muslimska jordbrukare, numera kända som uigurer. De två områdena styrdes som skilda entiteter tills Xinjiang gjordes till en provins 1884.

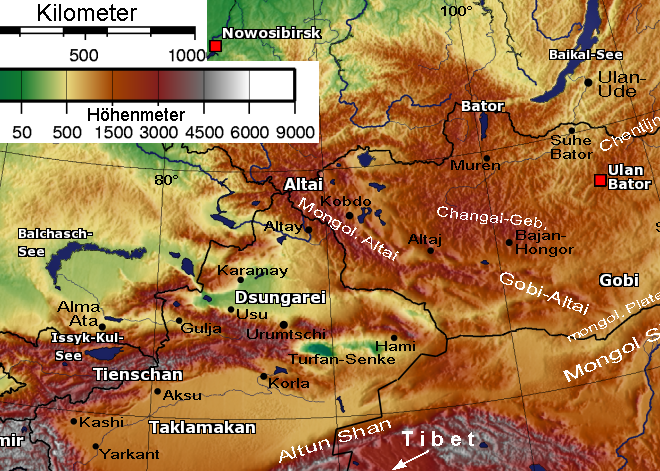
Topografisk karta som visar åtskillnaden av Dzungariet och Tarimbäckenet genom Tian Shanbergen

## Historia
Fram till 700-talet beboddes stora delar av Tarimbäckenet av tokharer som talade ett indo-europeiskt språk och som uppförde stadsstater i oaserna längs kanten av Taklamakanöknen. Sammanbrottet av Uigurkhaganatet i dagens Mongoliet och bosättningen av uigurdiasporan i Tarimbäckenet ledde till förekomst av turkiska språk. Under Kara-Khanidkhanatet konverterade stora delar till islam. Mellan 1200-talet och 1500-talet var västra delen av Tarimbäckenet en del av de större muslimska turkisk-mongoliska Tjagataikhanatet, Timuridkejsardömet och Mogulistan. På 1600-talet styrde det lokala Yarkentkhanatet Altishahr tills de buddhistiska dzungarerna från Dzungarietbäckenet i norr erövrade det. I slutet av 1750-talet erövrades regionen av Kina, när Qianlong besegrade prins Amurasana och Dzungarkhanatet. Till en början administrerade Kina Dzungariet och Altishahar var för sig såsom de norra och de södra kretsarna av Tian Shan. Efter att ha kvävt Dunganrevolten under slutet av 1800-talet slog Kina ihop de två områdena till provinsen Xinjiang 1884.